# Oscar Cullmann
Oscar Cullmann (Estrasburgo, 25 de fevereiro de 1902 – Chamonix-Mont-Blanc, 16 de janeiro de 1999) foi um teólogo luterano. Ele é mais conhecido por seu trabalho no movimento ecumênico e foi parcialmente responsável pelo estabelecimento do diálogo entre as tradições luterana e católica romana. Por causa de seu intenso trabalho ecumênico, Karl Barth, colega de Cullmann na Basileia, brincou com ele dizendo que sua lápide teria a inscrição "conselheiro de três papas".

## Biografia
Cullmann nasceu em Estrasburgo (então na Alemanha) e estudou filologia clássica e teologia no seminário de lá. Em 1926, ele aceitou um cargo de professor assistente, cargo anteriormente ocupado por Albert Schweitzer.
Em 1930, ele foi premiado com uma cátedra de Novo Testamento. A partir de 1936, ele também ensinou a história da igreja primitiva. Em 1938, ele começou a ensinar ambas as disciplinas no Seminário Reformado de Basel. Em 1948, Cullmann aceitou um cargo de professor de teologia em Paris, na Sorbonne, enquanto continuava na Basileia. Aposentou-se de ambos em 1972.
Ele foi eleito membro estrangeiro da Real Academia Holandesa de Artes e Ciências em 1960.
Foi convidado a ser observador no Concílio Vaticano II.
Após sua morte aos 96 anos, o Conselho Mundial de Igrejas emitiu uma homenagem especial a Cullmann para honrar seu trabalho ecumênico.

## Teologia
Os estudos de Cullmann sobre escatologia e cristologia cristãs o levaram a propor uma terceira posição contra as posições populares de C. H. Dodd e Albert Schweitzer, conhecidas como "história redentora" ou "escatologia inaugurada". Ele escreveu que Jesus Cristo era o ponto médio da história sagrada, que informa a história geral e corre linearmente da criação à consumação. Ele enfatizou a realidade objetiva da história sagrada contra a interpretação existencialista de Rudolf Bultmann, um teólogo alemão.

## Trabalhos selecionados
Entre as obras importantes de Cullmann estão:
- Cullmann, Oscar (1950). Baptism in the New Testament (trans. of Die Tauflehre des Neuen Testaments: Erwachsenen- und Kindertaufe). Col: Studies in Biblical Theology. 1. London: SCM Press. ISBN 9780334000686. OCLC 13521948
- ——— (1951). Christ and Time: the primitive Christian conception of time and history (trans. of Christus und die Zeit: die urchristliche Zeit- und Geschichtsauffassung. London: SCM Press. OCLC 603792847
- ——— (1953). Early Christian Worship (trans. for Urchristentum und Gottesdienst). Col: Studies in Biblical Theology. 10. London: SCM Press. ISBN 9780334003533. OCLC 391942
- ——— (1953). Peter: Disciple, Apostle and Martyr (trans. of Petrus, Jünger, Apostel, Martyrer: das historische und das theologische Petrus-problem. London: SCM Press. OCLC 603801281 - (trans from the Zürich : Zwingli, 1952 1st edition).
- ——— (1958). Immortality of the Soul; or, Resurrection of the dead?: the witness of the New Testament. Col: Ingersoll Lecture, 1955. London: Epworth. OCLC 9538428[4]
- ——— (1959). The Christology of the New Testament (trans. of Die Christologie des Neuen Testaments). London: SCM Press. OCLC 301386195
- ——— (1965). Salvation in History (trans. of Heil als Geschichte: heilsgeschichtliche Existenz im Neuen Testament. Col: New Testament Library. London: SCM Press. ISBN 9780334015598. OCLC 17518219